# Louis Aliot
Louis Aliot (Toulouse, 1969. szeptember 4. –) francia politikus, Európai parlamenti képviselő.